# Gonatocerus sarawakensis
Gonatocerus sarawakensis är en stekelart som beskrevs av Sveum 1982. Gonatocerus sarawakensis ingår i släktet Gonatocerus och familjen dvärgsteklar. Inga underarter finns listade i Catalogue of Life.